# وفاداری افتخار من است
وفاداری، افتخار من است (به آلمانی:Meine Ehre heißt Treue) یک شعار ایدئولوژیک بود که در دوران آلمان نازی دربین اعضای گروهان اس‌اس رواج داشت. اعضای اس‌اس با این شعار سرسپردگی خود را به پیشوای رایش سوم، آدولف هیتلر ابراز می‌کردند.

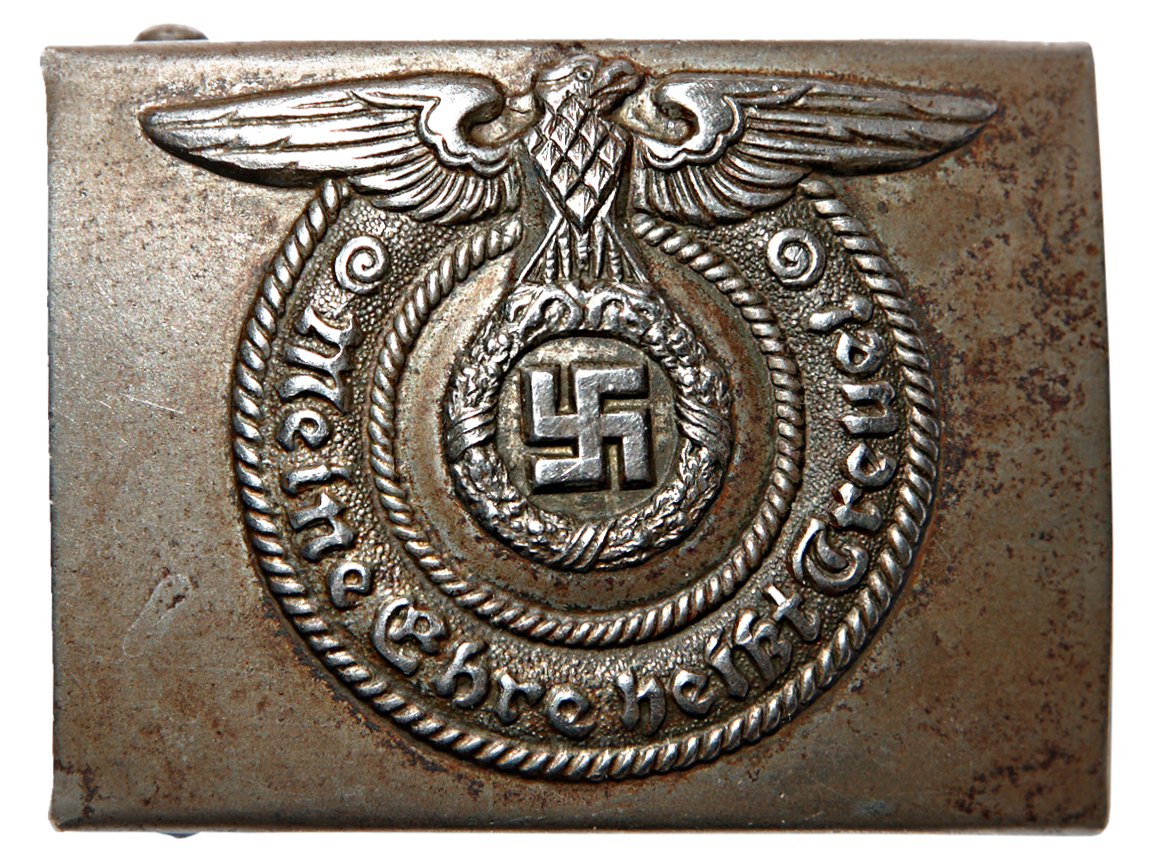
یک سگک کمربند با شعار "Meine Ehre heißt Treue"

## تاریخچه
اصل و اساس این شعار به شخص آدولف هیتلر بازمی‌گردد. در سال ۱۹۳۱ بخشی از گروهان اِس‌آ به رهبری والتر استنس تصمیم می‌گیرند تا رئیس بخش برلین حزب نازی (گوبلز) را ترور کنند، اما یوزف گوبلز موفق می‌شود که با همراهان خود فرار کند. درمقابلِ این شورش، عضو برجستهٔ گروهان اس‌اس ، کورت دالوگه، ضمن اعلام حمایت خود از آدولف هیتلر، با همراهی عده‌ای دیگر به مقابله با شورشیان اس‌آ می‌پردازد و آن‌ها را سرکوب می‌کند. پس از این اتفاق، هیتلر در یک نامه ضمن تشکر از دالوگه دربخشی از نامه عبارت «... سرباز اس‌اس، وفاداری افتخار شماست» را به کار می‌برد. بعدها هاینریش هیملر با کمی تغییر این جمله را به شعار رسمی گروهان اس‌اس مبدل می‌کند. اعضای گروهان وظیفه داشتند تا هرسال و در طی یک مراسم نمادین و رسمی با این شعار، وفاداری خود را به آدولف هیتلر نشان دهند.

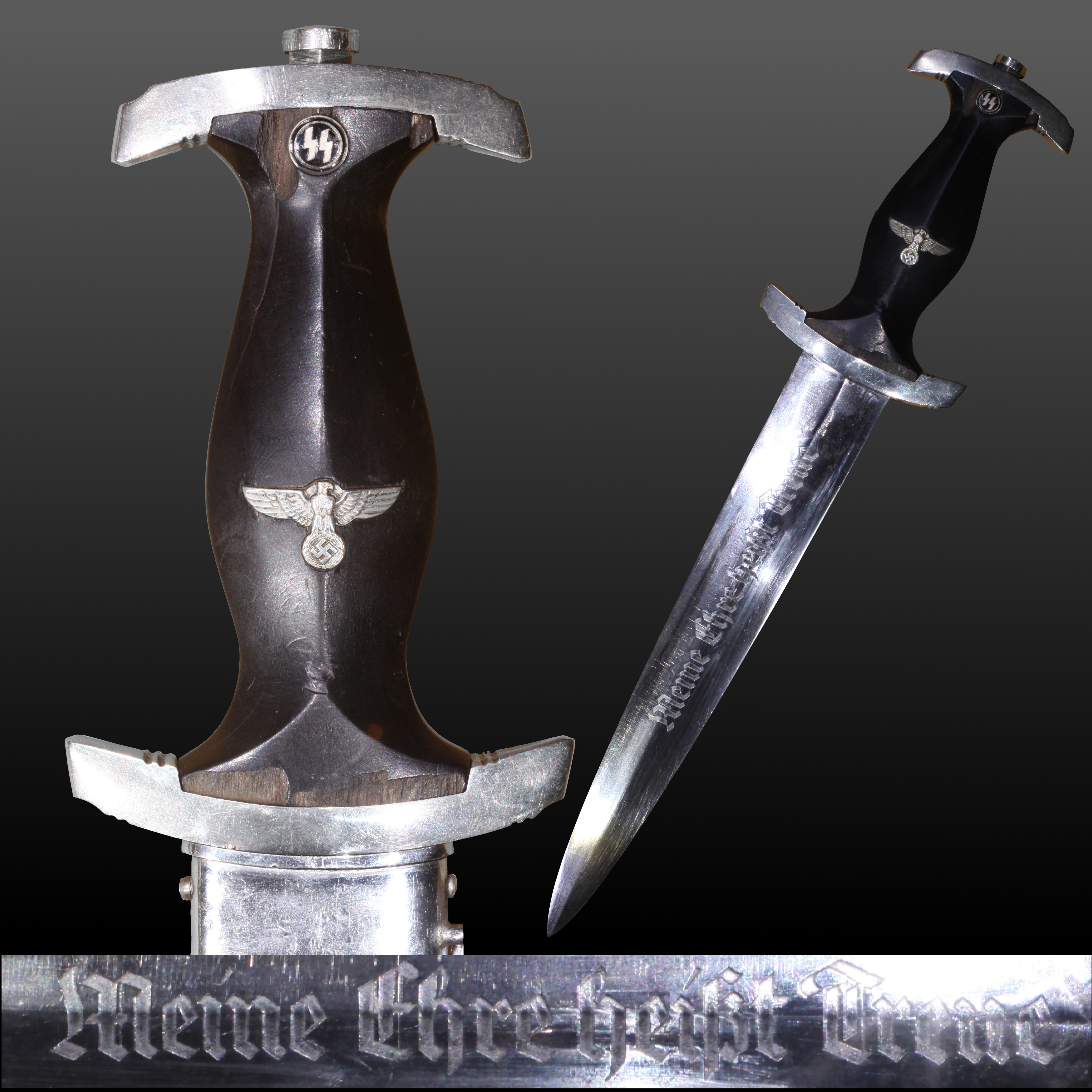
جایزهٔ خنجر افتخار اس‌اس که با شعار «وفاداری افتخار من است» تزئین شده بود.

از این شعار در جای‌جای محافل اس‌اس استفاده می‌شد. به‌طور مثال هیملر با طراحی یک خنجر (خنجر افتخار) که بر روی آن این شعار حک شده بود، از اعضای خوش سابقه تقدیر می‌کرد.
درنهایت استفاده از این شعار پس از فروپاشی رایش سوم در سراسر اروپا ممنوع اعلام شد.